# Beijing 2008 (jogo eletrônico)
Beijing 2008 é um jogo eletrônico dos Jogos Olímpicos de Verão de 2008. Desenvolvido pela Eurocom e públicado pela Sega, o jogo é o segundo baseado nos Jogos Olímpicos de Verão de 2008, o primeiro foi Mario & Sonic at the Olympic Games. Porém, Beijing 2008 é um simulador realista de esportes.
Beijing 2008 possui 32 times nacionais e 38 eventos. Um modo carreira é disponibilizado, assim como jogabilidade online.

## Eventos
Os seguintes eventos estão no jogo:
| - Atletismo - 100 metros rasos - 200 metros rasos - 400 metros rasos - 800 metros - 1500 metros - 100 metros com barreiras (mulheres apenas) - 110 metros com barreiras (homens apenas) - Atletismo - Salto em altura - Salto com vara - Salto em comprimento - Triplo salto - Arremesso do peso - Lançamento do disco - Lançamento de martelo - Lançamento do dardo - Aquáticos - 50 m estilo livre (homens apenas) - 100 costas (homens apenas) - 100 m mariposa (homens apenas) - 100 m bruços (homens apenas) - saltos para água 3 m (mulheres apenas) - saltos para água 10 m (mulheres apenas) | - Ginástica - Barras paralelas (homens apenas) - Mesa (homens apenas) - Argolas (homens apenas) - Solo (mulheres apenas) - Trave olímpica (mulheres apenas) - Paralelas assimétricas (mulheres apenas) - Tiro - Skeet shooting (homens apenas) - 10 m Air Pistol (men only) - 25 m Rapid Fire Pistol (homens apenas) - Outros - Arquearia, individual (mulheres apenas) - Halterofilismo, +105 kg (homens apenas) - Ciclismo, team pursuit (homens apenas) - Canoagem/Caiaque K1, kayak single (homens apenas) - Judô, 81–90 kg (homens apenas) - Tênis de mesa, singles (homens apenas) |

## Representações nacionais
| - África do Sul - Alemanha - Austrália - Áustria - Bahamas - Bélgica - Bielorrússia - Brasil - Canadá - China - Coreia do Sul - Cuba | - Dinamarca - Espanha - Estados Unidos - Etiópia - Finlândia - França - Grécia - Inglaterra - Irlanda - Itália - Jamaica - Letónia | - Japão - México - Noruega - Nova Zelândia - Países Baixos - Polónia - Portugal - Quénia - Rússia - Suécia |